# Хуторское (Калининградская область)
Хуторское (до 1936 — Гурдсцен (нем. Gurdszen), до 1946 — Швиховсхоф (нем. Schwichowshof)) — поселок в Нестеровском районе Калининградской области.

## География
Находится в восточной части Калининградской области на расстоянии приблизительно 8 км на юго-запад по прямой от административного центра района города Нестеров.

## История
Поселок назывался Гурдсцен до 1936 года, Гурджен, Таукенишкен до 1938, Швиховсхоф до 1946. В составе Нестеровского района с 2008 по 2018 год входил в Илюшинское сельское поселение.

## Население
Численность населения: 171 человек (1895 год), 81 (русские 59 %) в 2002 году, 96 в 2010.
| 1895 | 2002 | 2010 |
| ---- | ---- | ---- |
| 171  | ↘81  | ↗96  |